# قوتشاق (مقاطعة ديواندرة)
قوتشاق (بالفارسية: قوچاق) هي قرية تقع في قسم كاني شيرين الريفي (مقاطعة ديواندرة) في إيران. يقدر عدد سكانها بـ 280 نسمة بحسب إحصاء 2016.